# Каміла Кабельйо
Каміла Кабейо (англ. Camila Cabello; народ. 3 березня 1997 року) — кубино-американська співачка, яка стала відомою після участі в телевізійному шоу The X Factor в 2012 році, де з іншими учасницями була об'єднана в групу Fifth Harmony. В складі групи вона випустила один міні-альбом і два студійні альбоми. 18 грудня 2016 року стало відомо, що Каміла покинула колектив. Як соло артистка Каміла випустила 2 сингли, які ввійшли в топ-20 Billboard Hot 100: «I Know What You Did Last Summer» з Шоном Мендесом і «Bad Things» з Machine Gun Kelly.

## Біографія

### Раннє життя
Каміла Кабейо народилася 3 березня 1997 року в невеликому рибальському селі Кохімар, яке знаходиться біля Гавани, Куба. До 6 років маленька Каміла жила на дві країни, переїжджаючи з Гавани в Мехіко й назад. В 6 років дівчинка разом з мамою емігрували в США і поселилися в друга сім'ї в Маямі. Тато Каміли зміг переїхати до доньки і жінки тільки через півтора року. Маленька Міла, рідною мовою якою є іспанська, абсолютно не знала англійської і змогла вивчити її завдяки різним телевізійними шоу.

### The X Factor і Fifth Harmony
Влітку 2012 року Каміла пройшла прослуховування на The X Factor в Грінсборо. Після того, як вона не змогла пройти прослуховування як соло виконавиця, її повернули і об'єднали в групу з  чотирма іншими дівчатами, які пізніше стали відомими як Fifth Harmony. Після того, як колектив зайняв третє місце, вони підписали контракти з лейблами з Syco Music і Epic Records.
У 2013 році група випустила дебютний міні-альбом Better Together; в 2015 в світ вийшов перший студійний альбом Reflection і в 2016 другий альбом "7/27". З 2013 до кінця 2016 років Каміла гастролювала у всіх світових турне групи.
18 грудня 2016 року було анонсовано, що вона покинула групу заради сольної кар'єри. Останній виступ Каміли з Fifth Harmony показали 31 грудня 2016 року.

### Сольна кар'єра
В січні 2015 року Каміла випустила сингл «I Know What You Did Last Summer» з канадським виконавцем Шоном Мендесом(англ.Shawn Mendes). Пісня потрапила в топ-20 чартів США і Канади і отримала платинову сертифікацію в США.
В жовтні 2016 року вона випустила сингл «Bad Things» разом з Machine Gun Kelly, який ввійшов в топ-5 Billboard Hot 100. В грудні Каміла попала в список «25 найвпливовіших підлітків 2016 року», складеного авторитетним виданням Time.
16 лютого 2017 року відбулася прем'єра пісні норвезького діджея Cashmere Cat «Love Incredible», за участю Каміли. Трек ввійшов в дебютний студійний альбом діджея — «9».

## Філантропія
У лютому 2016 року Каміла оголосила, що співпрацює з організацією Save the Children, щоб розробити обмежену серію футболок «Любов тільки», щоб допомогти привернути увагу до проблем, пов’язаних із рівним доступом дівчат до освіти, охорони здоров’я та можливостей для досягнення успіху. У червні 2016 року Кабелло, продюсер Бенні Бланко та члени некомерційної мистецької організації OMG Everywhere допомогли створити благодійний сингл «Power in Me». Каміла також співпрацює з Children's Health Fund, некомерційною організацією, яка займається наданням медичної допомоги малозабезпеченим сім'ям з дітьми.
3 квітня 2017 року Кабелло виступила на фестивалі Zedd's WELCOME! Концерт зі збору коштів для ACLU. 8 травня 2017 року Каміла співала пацієнтам у дитячій лікарні Mattel UCLA. Наприкінці 2017 року вона приєдналася до Лін-Мануеля Міранди та кількох інших латиноамериканських артистів у виконанні пісні «Almost Like Praying» для допомоги постраждалим від урагану в Пуерто-Ріко. Кабелло також оголосила, що пожертвує всі доходи від "Havana" ACLU for DREAMers.
Під час туру Never Be the Same 2018 року Каміла пожертвувала частину доходів від VIP-пакетів у Фонд охорони здоров'я дітей. 13 липня 2018 року вона виступила з концертом у Сан-Хуані та пожертвувала частину доходів від концерту до Фонду Марія допомоги жертвам урагану. У листопаді 2018 року Кабелло стала послом Save the Children.
У березні 2019 року Каміла оголосила, що пожертвувала 10 000 доларів на кампанію GoFundMe для бездомного іммігранта. У вересні 2019 року Кабелло пообіцяла зібрати 250 000 доларів для організації Save the Children. У жовтні 2019 року Каміла виступила на концерті We Can Survive, який збирає пожертви на хворих на рак грудей. 22 жовтня 2019 року Кабелло з'явилася з герцогом і герцогинею Кембриджськими в Кенсінгтонському палаці на підтримку фіналістів BBC Radio 1 Teen Heroes Awards.
У березні 2020 року Каміла взяла участь у концерті Living Room Concert для Америки iHeart Media, який мав на меті підвищити обізнаність та кошти для боротьби з пандемією COVID-19. У березні та квітні 2020 року Кабелло взяла участь у віртуальному концерті Together at Home фестивалю Global Citizen Festival, щоб підвищити обізнаність та кошти для боротьби з пандемією COVID-19. У травні 2020 року Кабелло разом із Шоном Мендесом приєдналися до протестів у Маямі за расову справедливість після вбивства Джорджа Флойда. У липні 2021 року вона висловила підтримку кубинським протестам 2021 року проти уряду країни.
У січні 2021 року Кабелло співпрацювала із некомерційною організацією Movement Voter Fund, щоб запустити проект The Healing Justice, проект з визначення десяти організацій, які отримають гранти на оплату ресурсів на психічне здоров’я для своїх працівників на першому місці. Каміла пообіцяла початковий капітал для підприємства, 250 000 доларів, і пообіцяла продовжувати підтримувати проект у майбутньому. Наразі проект надав гранти кільком організаціям, зокрема Muslim Woman For, Freedom Inc і QLatinx.
Кабелло є відвертою прихильницею зміни клімату і регулярно говорить про це в своїх соціальних мережах та в інтерв'ю. У вересні 2021 року Каміла залучила понад 60 артистів для підписання відкритого листа до кількох розважальних компаній, включаючи Amazon, Facebook і Apple Inc., із закликом до них звернутися до Конгресу з проханням прийняти кліматичні заходи, яких президент Джо Байден закликав у своїй програмі Build Back Better.
У березні 2022 року Каміла виступила на благодійному концерті «Концерт для України». Двогодинне благодійне шоу було організовано, щоб зібрати гроші для гуманітарного звернення Комітету з надзвичайних ситуацій (DEC) до України після російського вторгнення в Україну. Кабелло виконала кавер на пісню «Fix You» від Coldplay і її сингл «Bam Bam», а Ед Ширан приєднався до неї на сцені для їхнього першого спільного живого виконання пісні.
У травні 2022 року Каміла запустила і провела благодійний концерт на підтримку надзвичайного фонду «Захистимо наших дітей». Співачка об’єдналася з Lambda Legal and Equality Florida, щоб допомогти захистити ЛГБТК+ студентів та їхні родини від так званого законопроекту Флориди «Не говори «Гей або транс».
У рамках співпраці з Pepsi для Ліги чемпіонів УЄФА Кабелло є однією із музичних і футбольних талантів, які підтримають #Football4Refugees, звернення Верховного комісара ООН у справах біженців (UNHCR), Агентства ООН у справах біженців, щоб об’єднати світовий футбол спільноти для збору коштів для переміщених осіб по всьому світу.
22 серпня 2022 року Каміла оголосила, що вона виступила вокалом і написала пісню з Хансом Циммером для документального серіалу «Крижана планета 2». Кабелло назвав це «честю», і пісня дебютувала 28 серпня 2022 року, включена в перший трейлер шоу. Він отримав нагороду за найкращу пісню/музику в трейлері на Hollywood Music in Media Awards 2022.

## Підтримка України
У березні 2022 року Каміла виступила на благодійному концерті «Концерт для України». Двогодинне благодійне шоу було організовано, щоб зібрати гроші для гуманітарного звернення Комітету з надзвичайних ситуацій (DEC) до України після російського вторгнення в Україну. Кабелло виконала кавер на пісню «Fix You» від Coldplay і її сингл «Bam Bam», а Ед Ширан приєднався до неї на сцені для їхнього першого спільного живого виконання пісні.

## Особисте життя
У Кабелло тривожність і обсесивно-компульсивний розлад. Вона відкрито говорила про терапію та важливість піклування про своє психічне здоров’я та благополуччя.

### Сім'я
Батько Каміли, Алехандро Кабейо, після переїзду в США працював автомийщиком, на даний момент володіє підрядною організацією, яка займається будівництвом, проєктуванням і ремонтом будинків; мати, Сіну Кабейо, за освітою — архітектор. Після еміграції в Маямі, для того, щоб виростити доньку, працювала продавцем взуття в універмазі «Marshalls». На даний момент Сіну частково займається кар'єрою Каміли. Також у Міли є молодша сестра, Софія, яка народилася в 2007 році.

### Стосунки
Каміла була у стосунках із тренером із знайомств і письменником Метью Хассі, з яким вона познайомилася на зйомках The Today Show. Вони зустрічалися з лютого 2018 року по червень 2019 року. У 2024 році Кабелло заявила, що втратила цноту з ним, коли їй було 20 років.
Вона почала зустрічатися з канадським співаком Шоном Мендесом у липні 2019 року. Ці стосунки викликали суперечки, оскільки обох звинуватили в спробах зав’язати стосунки заради публічності, але Мендес наполягав, що це «безумовно не рекламний хід». Стосунки підтвердилися після випуску їхньої пісні «Señorita». У листопаді 2021 року Кабейо та Мендес оголосили про розрив.
У серпні 2022 року Каміла почала зустрічатися із засновником Lox Club Остіном Кевічем, з яким вона познайомилася через їхнього спільного друга Ніколаса Ґаліціна, одного з головних героїв Кабелло у фільмі «Попелюшка». У лютому 2023 року було оголошено, що вони розлучилися.
У 2025 році Каміла Кабейо була помічена за пристрасним поцілунком з мільярдером Генрі Джуніором Чалхубом під час відпустки в Сент-Барті.

## Дискографія

### Сингли
| Назва                                                      | Рік  | Пікова позиція в чартах | Пікова позиція в чартах | Пікова позиція в чартах | Пікова позиція в чартах | Пікова позиція в чартах | Пікова позиція в чартах | Пікова позиція в чартах | Пікова позиція в чартах | Пікова позиція в чартах | Пікова позиція в чартах | Сертифікація | Альбом                |
| Назва                                                      | Рік  | US                      | US Pop                  | AUS                     | CAN                     | DEN                     | IRE                     | ITA                     | NZ                      | SWE                     | UK                      | Сертифікація | Альбом                |
| ---------------------------------------------------------- | ---- | ----------------------- | ----------------------- | ----------------------- | ----------------------- | ----------------------- | ----------------------- | ----------------------- | ----------------------- | ----------------------- | ----------------------- | --- | --------------------- |
| «I Know What You Did Last Summer» (разом з Шоном Мендесом) | 2015 | 20                      | 10                      | 33                      | 19                      | 21                      | 42                      | 53                      | —                       | 24                      | 42                      | - RIAA: Platinum - ARIA: Gold - BPI: Silver - FIMI: Gold - IFPI DEN: Gold - IFPI SWE: Platinum - MC: Platinum - RMNZ: Gold | Handwritten Revisited |
| «Bad Things» (разом з Machine Gun Kelly)                   | 2016 | 4                       | 1                       | 22                      | 13                      | —                       | 21                      | 47                      | 11                      | 36                      | 16                      | - RIAA: Platinum - RMNZ: Gold                                                                                              | В очікуванні          |
| «Love Incredible» (разом з Cashmere Cat і SOPHIE)          | 2017 | —                       | —                       | —                       | —                       | —                       | —                       | —                       | —                       | —                       | —                       | | В очікуванні          |
| «Crying In The Club»                                       | 2017 | 47                      | 19                      | 39                      | 31                      | —                       | 17                      | 62                      | —                       | 58                      | 12                      | | В очікуванні          |

## Нагороди і номінації
| Рік  | Премія                              | Що номіновано                     | Номінація              | Результат |
| ---- | ----------------------------------- | --------------------------------- | ---------------------- | --------- |
| 2016 | iHeartRadio Much Music Video Awards | «I Know What You Did Last Summer» | Відео року             | Номінація |
| 2016 | iHeartRadio Much Music Video Awards | «I Know What You Did Last Summer» | Найкраще поп-відео     | Перемога  |
| 2016 | iHeartRadio Much Music Video Awards | «I Know What You Did Last Summer» | Улюблене відео фанатів | Перемога  |
| 2016 | Premios Juventud                    | «I Know What You Did Last Summer» | Улюблений Хіт          | Номінація |